# Казанский институт биохимии и биофизики
Казанский институт биохимии и биофизики Казанского научного центра РАН — учреждение Российской академии наук.

## История
Биологический институт Казанского филиала АН СССР был создан в 1945 году. 13 апреля 1945 года Совет народных комиссаров СССР принял постановление об открытии в Казани филиала Академии наук СССР. Президиум АН СССР на своем Распорядительном заседании 28 августа 1945 года утвердил структуру Казанского филиала АН СССР, в состав которого вошли 5 институтов, в том числе Биологический.
Первым директором института был назначен известный морфолог-эволюционист профессор Николай Алексеевич Ливанов. Институт состоял из 4-х секторов: ботаники (заведующий профессор А. М. Алексеев); сельского хозяйства, агрохимии и почвоведения (заведующий профессор М. А. Винокуров), зоологии (заведующий профессор В. В. Изосимов), экспериментальной биологии (заведующий профессор А. В. Кибяков). Всего в институте в то время работало 28 человек.
В 1947 году из состава Биологического института был выделен сектор сельского хозяйства как самостоятельная группа при Президиуме Казанского филиала АН СССР. Заведующий сектором профессор М. А. Винокуров покинул институт, но несмотря на это, он ещё долгое время осуществлял научное руководство почвенными исследованиями в институте.
До 1948 года институт не имел своего помещения, и работа велась в лабораториях университета, сельскохозяйственного и ветеринарного институтов.
В 1949 году директором института был назначен известный представитель казанской физиологической школы профессор Алексей Васильевич Кибяков. Структура института была вновь изменена и состояла из трёх секторов: геоботаники, физиологии растений, почвоведения и растениеводства (заведующий — профессор А. М. Алексеев), зоологии и животноводства (заведующий кандидат биологических наук Г. А. Палкин) и экспериментальной биологии (заведующий профессор А. В. Кибяков).
В 1953 году А. В. Кибяков оставил пост директора института и уехал в Ленинград. После его ухода сектор экспериментальной биологии был ликвидирован. Институт возглавил профессор Алексей Михайлович Алексеев.
К середине 1950-х годов в институте сформировались два основных научных направления: физиология растений и зоология. Они надолго определили направление научной деятельности института. Лабораторию физиологии растений возглавил профессор А. М. Алексеев, лабораторию зоологии — профессор Виктор Алексеевич Попов.
В связи со строительством Куйбышевской ГЭС в институте начали развиваться экологические исследования, что впоследствии дало основание профессору В. А. Попову открыть в Казанском государственном университете первую в нашей стране кафедру охраны природы.
В 1960 году А. М. Алексеева в должности заведующего лабораторией физиологии растений и директора института сменил его ученик профессор Николай Андреевич Гусев. В период его директорства институт занял лидирующее положение в стране в области изучения водного режима растений. Н. А. Гусев был инициатором развития в институте биофизических исследований.
После расформирования в 1963 году Казанского филиала АН СССР Институт биологии был переведен в состав Казанского университета, при котором он просуществовал около восьми лет.
В 1971 году Казанский институт биологии единственный из числа переданных ранее в другие ведомства был возвращен в состав АН СССР.
Новая эра в жизни института началась в 70-х годах, когда в институт вместе со своими учениками пришел заведующий кафедрой биохимии Казанского государственного университета молодой профессор Игорь Анатольевич Тарчевский. Он возглавлял институт с 1975 года по 1992 г. В эти годы институт пополнился молодыми сотрудниками — биологами, химиками и физиками. На первый план выдвинулись исследования в области физико-химической биологии. Работы института были включены в Государственную научно-техническую программу «Физико-химическая биология», что дало возможность приобрести необходимые для проведения исследований на современном уровне уникальные приборы и дорогостоящие реактивы. Неоценимый вклад в претворение в жизнь идей академика РАН И. А. Тарчевского по развитию в институте приоритетных направлений исследований в области физико-химической биологии и в оснащение современными оборудованием и материалами внес Борис Авраамович Николаев, который с 1972 г. по 1992 г. был ученым секретарем, а затем заместителем директора Казанского института биологии.
К началу 1980-х годов в институте сформировались два основных направления научных исследований, которые были утверждены постановление Президиума Академии наук:
- Физико-химические основы организации биологических систем.
- Изучение растительного и животного мира. Разработка рационального использования ресурсов живой природы Волжско-Камского края.

На первый план выдвинулись новые направления: регуляция метаболизма биополимеров и мембранных липидов, дыхательный и энергетический обмен, в том числе фотосинтез и фотодыхание, культура клеток и тканей, клеточная инженерия, физиология микроорганизмов, генетика растительных микоплазм, структура и динамика белков.

## Современность
В 1992—2002 гг. институт возглавлял член-корреспондент Академии наук Республики Татарстан, профессор Владимир Дмитриевич Федотов. Несмотря на постоянные задержки и уменьшение финансирования, ему удалось сохранить коллектив. Институт продолжал интенсивно развиваться. В. Д. Федотовым была разработана и введена система оценки работы подразделений и сотрудников института по количеству и качеству публикаций, а также учреждены стипендии для наиболее активно работающих молодых ученых. Это способствовало тому, что сотрудники стали публиковать результаты своих исследований в престижных отечественных и международных журналах с высоким импакт-фактором, что в свою очередь позволило подразделениям института получать гранты различных российских и международных научных фондов.
В 1993 году из состава института был выделен отдел экологии (руководитель профессор В. А. Бойко), на базе которого в Академии наук Республики Татарстан был создан Институт экологии природных систем.
Исследования в Казанском институте биологии сконцентрировались на изучении проблем физико-химической биологии. В 1998 году Казанский институт биологии был переименован в Казанский институт биохимии и биофизики.
В 2002—2018 гг. институт возглавлял академик РАН Александр Николаевич Гречкин.
Постановлением Президиума РАН № 128 от 18 марта 2008 года утверждены следующие основные направления научной деятельности института:
- исследование сигнальных систем клеток растений и их роли в адаптации и иммунитете;
- изучение механизмов роста и дифференцировки растительных клеток;
- выяснение роли молекулярной подвижности и межмолекулярных взаимодействий в механизмах функционирования белков;
- исследование межклеточных взаимодействий и молекулярных механизмов нейромедиации и хеморецепции;
- изучение механизмов транспортных процессов в животных и растительных клетках.

Исследуются механизмы адаптации растений к биогенным и абиогенным стресс-факторам; метаболизм клеточной стенки растений и функциональная роль её компонентов; структура, динамика и функции ферментов; динамические и электрические свойства микроэмульсий, искусственных мембран и клеток; механизмы транспортных и секреторных процессов в биосистемах.
В институте 10 подразделений; общая численность сотрудников — 157, в том числе: академиков — 1 (по совместительству), членов-корреспондентов РАН — 1, докторов наук — 12, кандидатов наук — 70, научных сотрудников без ученой степени — 27.
С 2018 гг. институт возглавляет Чернов Владислав Моисеевич.
Основные достижения института в области биохимии и физиологии растений связаны с исследованием сигнальных систем клеток растений. Открыты новые биологически активные соединения липидной природы, изучены механизмы их биосинтеза, выяснена их роль как медиаторов липоксигеназной сигнальной системы растений. Изучены неизвестные ранее особенности функционирования ряда других сигнальных систем. Выявлены новые продукты деградации полисахаридов, участвующие в развитии стресса. Экспериментально обосновывается положение о том, что различные регуляторные сигнальные системы клеток растений взаимозависимы и входят в состав единой сигнальной сети, отвечающей за проявление иммунитета к патогенным микроорганизмам и устойчивости к неблагоприятным факторам. Обнаружено, что при воздействии с растением-хозяином происходит трансформация микоплазм в наноклетки, длительно сохраняющие жизнеспособность в неблагоприятных условиях.
В области биофизики основные результаты связаны с применением методов радио- и оптической спектроскопии, а также теоретической физики и компьютерного моделирования. Получены новые данные о влиянии микроокружения на динамическую структуру ряда полипептидов и белков. С использованием импульсного ЯМР изучается водно-ионный транспорт как через мембраны живых клеток, так и в модельных системах. Методами электрофизиологии получены новые данные о молекулярных механизмах передачи информации в нервной системе, о патогенезе ряда нервно-мышечных заболеваний и способах их лечения.